# (بنزن) کروم تری‌کربونیل
(بنزن)کروم تری‌کربونیل (به انگلیسی: (Benzene)chromium tricarbonyl) با فرمول شیمیایی Cr(C۶H۶)(CO)۳ یک ترکیب شیمیایی است. که جرم مولی آن ۲۱۴٫۱۴ g/mol می‌باشد. شکل ظاهری این ترکیب، بلورهای زرد جامد است.